# Nogometni klub Varteks
Il Nogometni klub Varteks è una società calcistica della Croazia con sede a Varaždin. Nella stagione 2017-18 ha militato nel girone Est della Treća HNL, ma a causa del misero piazzamento è stato retrocesso nella Međužupanijska liga Čakovec - Varaždin (quarto livello del calcio croato).

## Nome
La società prende il nome dallo sponsor, Varteks d.d., che è una società di moda e che produce e vende prodotti di abbigliamento in Croazia a livello internazionale. Problemi finanziari alla fine del primo decennio del XXI secolo hanno causato la cessazione della partnership ed al fallimento del NK Varteks Varaždin, ma il nome è rimasto nei cuori dei tifosi.

## Storia
La squadra è stata fondata il 29 aprile 2011 dall'assemblea dei White Stones, i tifosi dello storico club cittadino Varteks Varaždin. I fondatori hanno sottolineato che il motivo principale è l'insoddisfazione per la situazione della società negli ultimi 10 anni e "Per puro amore per il NK Varteks, con l'obiettivo di preservare le tradizioni ed i nomi del (una volta) grande club con cui siamo cresciuti e con cui abbiamo vissuto". Secondo il segretario del club e degli White Stones Rikard Kahlan, il progetto è stato sostenuto dalle leggende del passato Dražen Besek, Robert Težački, Đuro Lukač, Mensur Duraković e Zoran Brlenić.
Come esempi sono stati presi i tifosi di Manchester United e Wimbledon FC che, in dissaccordo con le decisioni dei vertici dei club, hanno reagito fondando rispettivamente United of Manchester e AFC Wimbledon.
La squadra è stata inserita nel sesto livello del calcio croato ed è riuscito a risalire fino al terzo, ma l'ultimo posto in campionato lo ha condannato alla retrocessione in quarta serie

### Cronistoria
| Stagione | Campionato              | Girone | Liv. | Pos.      | Note       |
| -------- | ----------------------- | ------ | ---- | --------- | ---------- |
| 2011/12  | 2. ŽNL Varaždinska      | est    | VI   | 3º su 11  |            |
| 2012/13  | 2. ŽNL Varaždinska      | est    | VI   | 1º su 12  | Promosso   |
| 2013/14  | 1. ŽNL Varaždinska      | unico  | V    | 13º su 16 |            |
| 2014/15  | 1. ŽNL Varaždinska      | unico  | V    | 4º su 16  | Promosso   |
| 2015/16  | MŽNL Čakovec - Varaždin | unico  | IV   | 7º su 16  |            |
| 2016/17  | MŽNL Čakovec - Varaždin | unico  | IV   | 2º su 16  | Promosso   |
| 2017/18  | Treća HNL               | est    | III  | 16º su 16 | Retrocesso |
| 2018/19  | MŽNL Čakovec - Varaždin | unico  | IV   |           |            |